# Diamètre à hauteur de poitrine
Pour les articles homonymes, voir DHP.

Diamètre à hauteur de poitrine
(trait bleu, standard international).

Le diamètre à hauteur de poitrine, ou DHP, est une mesure standard du diamètre du tronc d'un arbre.
Il s'agit donc du diamètre du seul tronc, et non du diamètre d'ensemble de l'arbre avec ses branches de la base.
L'autre standard de mesure du diamètre d'un tronc se fait à 1 m au-dessus du sol et ne s'applique qu'en pépinière. Dans tous les autres cas (ville, campagne, forêt…), le DHP est le standard international.

## Mesure
Dans la plupart des pays, le DHP est mesuré à 1,30 m au-dessus du niveau du sol,, tandis qu'aux États-Unis, le diamètre est mesuré à 4,5 pieds (1,37 m).

### Instruments de mesure

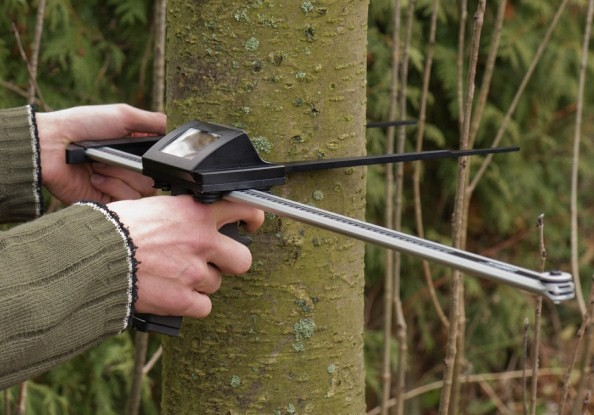
Compas forestier électronique.

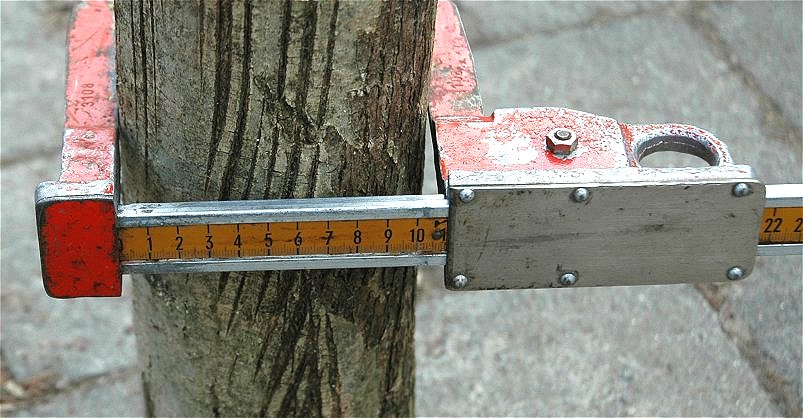
Compas forestier.

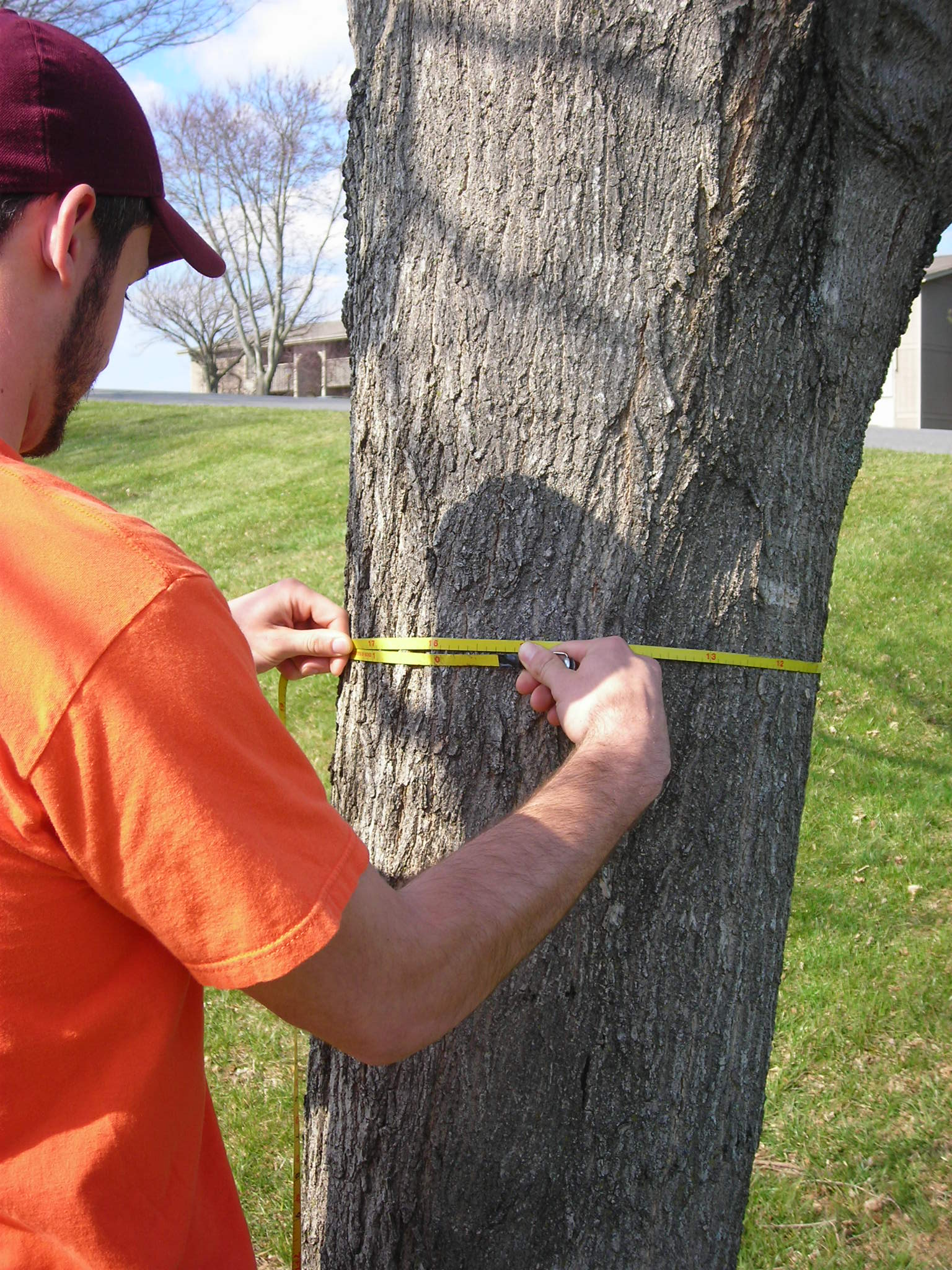
Mesure avec un mètre ruban.

La mesure du diamètre est effectuée à l'aide d'un compas forestier.
Si l'arbre est circulaire (ce qui est souvent le cas dans les plantations), on peut également utiliser un mètre ruban spécialement conçu pour mesurer les diamètres (en anglais diameter tape (en)), dont les graduations sont multipliées par π, ce qui permet d'indiquer directement le diamètre.

### Cas particuliers
Certains arbres peuvent poser un problème lors des mesures à cause de leur forme ou de leur emplacement :
- si le sol est en pente, la mesure est prise à partir du sol du côté supérieur (en amont) de l'arbre (à la verticale si le tronc est vertical, le long du tronc s'il a poussé perpendiculairement au sol) ;
- si l'arbre est fourchu et que la fourche se situe en dessous d'1,30 m, chaque tige de diamètre suffisant est considérée comme un arbre et est mesurée séparément (à 1,30 m du sol si la fourche a son origine en dessous de 30 cm et à 1 m au-dessus du point d’origine de la bifurcation si la fourche a son origine entre 30 cm et 1,30 m du sol) ; si la fourche a son origine à 1,30 m ou juste au-dessus, l'arbre est considéré comme unique et la mesure est effectuée juste au-dessous de l’éventuel gonflement ;
- si l'arbre s'élargit à la base du tronc ou à des contreforts dépassant 1 m de hauteur, la mesure est effectuée 30 cm au-dessus de la fin du renflement ;
- si l'arbre a des racines aériennes, la mesure est effectuée à 1,30 m du collet (limite entre tronc et racines) ;
- si l'arbre a des irrégularités à 1,30 m (renflements, excroissances, nœuds, blessures, creux ou branches, etc.), la mesure est prise juste au-dessus de l’irrégularité ;
- les arbres penchés (sur un sol horizontal) sont mesurés à 1,30 m le long du tronc, sur la face du dessous ;
- les arbres tombés sont mesurés à 1,30 m du collet.